# Трновец (Трновец Бартоловечки)
Трновец (до 2001. Трновец Бартоловечки) је насељено место и седиште општине Трновец Бартоловечки у Вараждинској жупанији, Хрватска. До територијалне реорганизације у Хрватској налазио се у саставу старе општине Вараждин.

## Становништво
На попису становништва 2011. године, Трновец је имао 4.185 становника.

## Попис1991.
На попису становништва 1991. године, насељено место Трновец Бартоловечки је имало 3.845 становника, следећег националног састава:
| Попис 1991.‍   | Попис 1991.‍  | Попис 1991.‍ | Попис 1991.‍ | Попис 1991.‍ |
| ------------- | ------------ | ----------- | ----------- | ----------- |
|               |              |             |             |             |
| Хрвати        | Хрвати       |             | 3.788       | 98,51%      |
| Словенци      | Словенци     |             | 10          | 0,26%       |
| Срби          | Срби         |             | 5           | 0,13%       |
| Југословени   | Југословени  |             | 3           | 0,07%       |
| Мађари        | Мађари       |             | 1           | 0,02%       |
| неопредељени  | неопредељени |             | 28          | 0,72%       |
| непознато     | непознато    |             | 10          | 0,26%       |
| укупно: 3.845 |              |             |             |             |